# Pro hac vice
Pro hac vice — латинський вираз, що означає «для даного випадку», «цього разу». Вживається як юридичний термін у цивільному законодавстві деяких країн, а також у римському і канонічному праві.

## Вживання у цивільному праві
У юридичній практиці США вираз pro hac vice вживають при наданні судом дозволу юристові на одноразове представництво в суді чи надання консультацій у справі у випадку, якщо даний юрист не має загальної ліцензії у подібних справах.

## Вживання у римському і канонічному праві
У римському і канонічному праві вираз pro hac vice вживається для опису одноразової адміністративної дії, яка становить виняток від загальноприйнятого правила.
В Annuario Pontificio, офіційному статистичному довіднику Католицької Церкви, даний вираз вживають, коли титулярна єпархія для конкретного титулярного архієпископа підноситься до рівня архієпархії (найчастіше це буває, коли призначають апостольських нунціїв та секретарів відомств Римської Курії). Це означає, що при наступних призначеннях на даний титулярний престол вона знову стане єпархією. Подібно при іменуванні кардиналів Папа Римський інколи призначає кардиналові-пресвітерові як титул римську дияконію, піднесену у цьому випадку (pro hac vice) до рівня титулярної церкви. При наступних призначеннях до цієї церкви повертається статус дияконії.

## Pro illa vice
При описі аналогічної одноразової адміністративної дії, яка мала місце в минулому, вживається вираз pro illa vice («для того випадку», «на той раз», «того разу»).